# Военный совет Эс-Сувайды
Вое́нный сове́т Эс-Сува́йды (араб. المجلس العسكري في السويداء‎) — вооруженная коалиция друзов, созданная в феврале 2025 года в провинции Эс-Сувайда на юге Сирии. Первоначально сформированная как Временный военный совет после падения режима Башара Асада в декабре 2024 года, организация возникла в ответ на растущие проблемы безопасности после вывода Сирийской арабской армии (САА) из региона. Заявленные цели группы включают продвижение секуляризма, демократии и децентрализации, защиту гражданских лиц и общественной собственности от беззакония и конфликтов, а также предотвращение вторжения сил под управлением сирийской армии Ахмеда аш-Шараа в поселения друзов и причинения вреда.
Поддерживаются возглавляемыми курдами Сирийскими демократическими силами и Израилем.

## История

### Падение режима Асада
14 декабря 2024 года, после падения режима Асада, Временный военный совет, сформированный из первоначальной коалиции ополченцев в Эс-Сувайде, начал составлять всеобъемлющую базу данных бывших офицеров Сирийской арабской армии унтер-офицеров и сотрудников внутренних сил безопасности режима Асада. База данных была создана для защиты их прав и зарплат.

### Формирование военного совета Эс-Сувайды
Совет был официально объявлен в сельскохозяйственном аэропорту Аль-Кафр на юге Эс-Сувайды. Совет представил то, что он описал как «национальный проект», разработанный в сотрудничестве с региональными политическими и революционными силами. Совет был создан с одобрения шейха Акла общины друзов Сирии и поддержан двумя видными лидерами фракции Ахрар. В рамках своих инициатив совет объявил о планах проводить регулярные встречи для оценки потенциальных угроз и разработки соответствующих ответов.
Командир Тарек Аль Шуфи был выбран в качестве главного лидера совета. До своей нынешней роли Аль Шуфи, как сообщается, представлял бывших офицеров Сирийской арабской армии, которые присоединились к общине друзов во время антиасадовских протестов 2023 года в Эс-Сувайде. Несколько местных вооруженных группировок присягнули на верность Военному совету, включая силы Наби Шуайба, командующего силами правоверных Али бин Аби Талиба, и силы Байрака Сулеймана бин Дауда. Лидер сил Байрака Сулеймана бин Дауда Маджид Наджем Абу Рас содействовал набору людей в Военный совет.
Совет обозначил несколько основных целей, в том числе защиту гражданских лиц и общественной собственности от насилия и разрушений, а также продвижение секуляризма, демократии и создание нового децентрализованного сирийского государства. Совет также стремился сотрудничать с другими группировками безопасности в регионе и объединиться в единую армию, отдельную от управления Ахмеда аш-Шараа, и поклялся не допустить проникновения сил нового режима в поселения друзов в Джабаль-аль-Друзе и Эс-Сувайде. Военный совет Эс-Сувайды занял твердую позицию против того, что он характеризует как преступную практику, совершаемую властями аш-Шараа и Хайят Тахрир аш-Шам по всей Сирии. Совет обвинил режим в проведении операций по этнической чистке путем принудительного перемещения гражданского населения, разрушения жилых домов и внесудебных казней. Совет охарактеризовал «методологию репрессий и запугивания» Хайят Тахрир аш-Шам как родственную тактике преследования и авторитарного режима Асада. Совет открыто заявил, что «в будущем Сирии нет места для ополченцев Хайят Тахрир аш-Шам», утверждая, что сирийские граждане, которые участвовали в революции против несправедливости, должны отвергнуть любое последующее тираническое управление, независимо от того, характеризует ли оно себя как революционное или авторитарное.

### Отношения с Сирийскими демократическими силами
28 января 2025 официальные представители Демократического совета Сирии (парламента Рожавы) встретились с шейхом друзов и лидером друзской общины Хикматом Аль-Хиджри в Эс-Сувайде, чтобы обсудить будущее страны и пути политического урегулирования. 
Военный совет Эс-Сувайды принял флаг с картой Сирии, идентичный флагу, используемому курдскими Сирийскими демократическими силами (СДС), изменив его, чтобы выделить провинцию Эс-Сувайда, и включив в него друзскую пятиконечную звезду. Совет выразил открытость к сотрудничеству с СДС, охарактеризовав их как силу, которая защищала свою территорию и население как от терроризма, так и от диктатуры.

### Отношения с Израилем
24 февраля 2025 года премьер-министр Израиля Биньямин Нетаньяху объявил, что Израиль не позволит новой армии Сирии, включая любые силы ХТШ, войти в район к югу от Дамаска. Нетаньяху потребовал демилитаризации южносирийских провинций Эль-Кунейтра, Даръа и Эс-Сувайда от сил нового режима и подчеркнул, что Израиль не потерпит никаких угроз общине друзов на юге Сирии. 
Командир Тарик аль-Шуфи, поблагодарил всех, кто поддержал позицию Военного совета и внес вклад в защиту общины друзов и стабильность региона. Маджид Наджем Абу Рас, возглавляющий силы Байрак Сулеймана Дауда, которые присягнули на верность Военному совету Эс-Сувайды, ранее делился контентом, выражающим поддержку Израилю. В то же время Тарик аль-Шуфи подчеркнул, что новая сирийская армия должна быть свободна от иностранного влияния.
Ночью 26 февраля ВВС Израиля нанесли удары по военным объектам на юге Сирии в защиту друзов. Израиль направил крупные наземные силы на Голанские высоты.